# かくれんぼ (石川さゆりの曲)
「かくれんぼ」は、1973年3月25日に発売された石川さゆりのデビューシングルである。

## 解説
- 石川は当初アイドル歌手としてデビューし、当時のキャッチフレーズは「コロムビア・プリンセス」だった。
- 歌手デビュー時の1973年、石川と森昌子・山口百恵でのユニット「ホリプロ三人娘」が企画され[2]、イベントも開催されていた[3]。
- この曲のシングル盤レコードは日本コロムビアから発売されたが、石川さゆりがポニーキャニオン、テイチクエンタテインメントへそれぞれレコード会社を移籍したことに併せて、各レコード会社から発売された石川のベスト・アルバムに収録されている。
- オリコンによる売上枚数は 3.1万枚。

## 収録曲
- 両楽曲共に、作詞：山上路夫／作曲：猪俣公章／編曲：小谷充

1. かくれんぼ（3分26秒）
2. 津軽の里（3分30秒）